# Ø
Ø, ø — літера розширеної латинської абетки, що використовується в скандинавських мовах (данській, норвезькій, фарерській, давньошведській, давньоісландській), а також південносаамській мові. Позначає голосний звук — огублений голосний переднього ряду високо-середнього піднесення [ø] або огублений голосний переднього ряду низько-середнього піднесення [œ]. У мовах, що використовують латинський алфавіт, але не мають цієї літери, записується поєднанням літер ое або літерою ö. У Міжнародному фонетичному алфавіті символ Ø використовується для позначення огубленого голосного звука переднього ряду високо-середнього піднесення /ø/.

## Назва
- О з косою рискою (англ. slashed o)
- О з рискою (англ. o with stroke)

## Мови
| Мова             | МФА       | Примітки                                                                    |
| ---------------- | --------- | --------------------------------------------------------------------------- |
| данська          | /ø/       | [œ] — алофон /ø/; [ø] пом'якшує попередній приголосний, [œ] — не пом'якшує. |
| давньоісландська | /øː/      | на письмі — Œ / Ǿ; згодом злилася з Æ /ɛː/.                                 |
| давньошведська   | /ø/       | у сучасній шведській відповідає літері ö.                                   |
| норвезька        | /ø/       | [œ] — алофон /ø/.                                                           |
| фарерська        | /ø/       | [œ] — алофон /ø/.                                                           |
| південносаамська | /o/, /oe/ | дифтонги yø [yo], øø [oe].                                                  |